# Eurojet EJ200

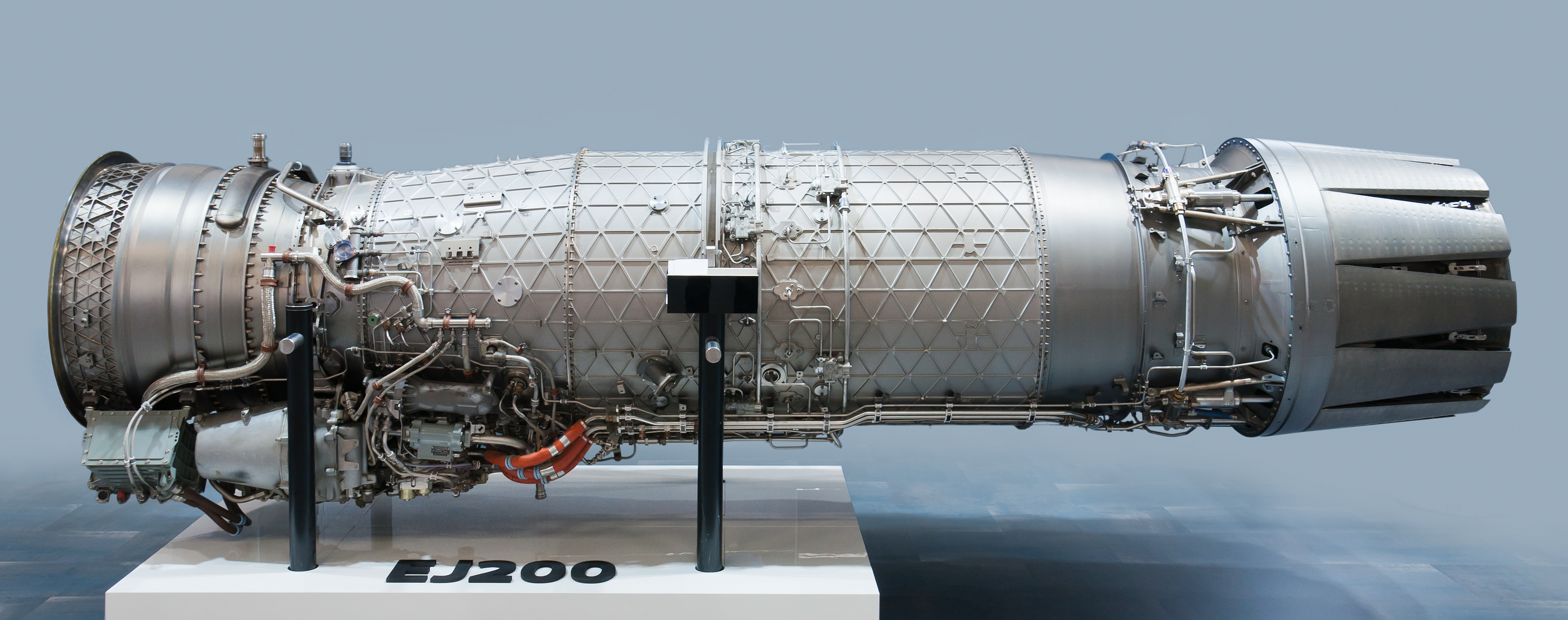
Ausgestelltes EJ200 von der Seite

Das Eurojet EJ200 ist ein Turbofantriebwerk des europäischen Herstellerkonsortiums Eurojet Turbo GmbH. Das Triebwerk basiert auf dem britischen XG-40 und ermöglicht dem Eurofighter Typhoon die Fähigkeit zum Supercruise, d. h. ohne den Einsatz des Nachbrenners dauerhaft im Überschall zu fliegen. Zu diesem Zweck wurde der Trockenschub (Maß für den Schub eines Triebwerks ohne zugeschalteten Nachbrenner) gegenüber dem Turbo-Union RB199 bei gleichen Abmessungen wesentlich gesteigert. Eine weitere Zielsetzung waren geringe Lebenszykluskosten. Dafür wurde auf die traditionelle Methode der Wartungsintervalle verzichtet und stattdessen eine moderne Triebwerksüberwachungseinheit (englisch Engine Monitoring Unit, kurz EMU) eingebaut, um die Einsatzdauer ohne Sicherheitseinbußen verdoppeln zu können.

## Geschichte

### Erste Konzepte
Als sich die NATO-Militärplaner in den 1980er Jahren Gedanken über eine neue Generation von Kampfflugzeugen machten, kamen sie zu dem Schluss, dass künftige Kampfflugzeuge dauerhaft im Überschall operieren müssten, um ihre Überlebensfähigkeit gegen feindliche Kampfjets und Lenkwaffen zu erhöhen. Es wurde gefordert, auch bei Mach 1,2–1,6 noch hohe Lastvielfache zu erfliegen und längere Strecken im Überschallflug zurücklegen zu können. Schlüssel dafür wären Triebwerke mit kleinem Nebenstromverhältnis und hohem Trockenschub, der um mindestens 50 % über dem Trockenschub zeitgenössischer Turbojets liegen müsste. Um dieses Ziel zu erreichen, wären ein effizienterer Verdichter und höhere Turbineneintrittstemperaturen nötig. Zum Wissensaustausch veranstaltete das NATO Flight Mechanics Panel (FMP) zum Thema Technology for sustained Supersonic Cruise and Maneuver im Oktober 1983 ein Symposium.
Auch die anfängliche Idee vom European Fighter Aircraft (EFA) hatte zum Ziel, ein Kampfflugzeug zu schaffen, das dauerhaft im Überschall manövrieren kann, um die Effektivität und Überlebensfähigkeit des Waffensystems zu steigern. Verglichen mit den amerikanischen Entwicklungen waren die Anforderungen diesseits des Atlantiks jedoch andere. Während der Advanced Tactical Fighter (ATF) als reiner Luftüberlegenheitsjäger ein Triebwerk für den dauerhaften Überschallmarschflug ohne Nachbrenner benötigte, sollte das EFA auch für Luft-Boden-Einsätze verwendet werden, sodass die Triebwerke die meiste Einsatzzeit im Teillastbetrieb arbeiten würden. Während das für Supercruise optimierte ATF-Triebwerk ein Nebenstromverhältnis von 0,3:1 oder weniger und den doppelten Trockenschub des Pratt & Whitney F100 aufweisen würde, musste der Triebwerkskern des EFA-Triebwerkes im Verhältnis dazu kleiner sein, um einen sparsamen Unterschallflug zu ermöglichen. Schubsteigerungen im Überschall und Luftkampf wären deshalb häufiger auf den Nachbrenner angewiesen, weswegen der spezifische Verbrauch im Nachbrennerbetrieb besonders reduziert werden sollte.
Obwohl von Seiten der Politik auch darüber diskutiert wurde, ein gemeinsames europäisches Triebwerk zu verwenden, zeichnete sich 1985 ab, dass die Turbo-Union-Firmen Rolls-Royce, MTU und Fiat das Triebwerk für das EFA liefern würden. Frankreich bestand darauf, das komplette Triebwerk zu bauen und verlangte, dass dieses auf dem Snecma M88 basieren sollte. Die Eurofighter-Partnerländer schätzten den Stand der Technik des M88 auf das Niveau des General Electric F404 der F/A-18, was für das EFA nicht mehr zeitgemäß erschien. Großbritannien bestand auf der Verwendung des XG-40, das signifikant bessere Performance zeigte, und war auch bereit, Arbeitsanteile an die Partnerländer auszulagern. MTU und Fiat würden für das gemeinsame Triebwerk Technologien beisteuern, die sie bereits bei den Turbo-Union RB199-Entwicklungsprogrammen demonstriert hatten.

### Das ACME-Programm
Die Entwicklung der Advanced Core Military Engine I (ACME I) startete 1982 und sollte die technologischen Grundlagen für zukünftige Kampfflugzeugtriebwerke liefern. Die Finanzierung erfolgte zu 85 % durch das Verteidigungsministerium des Vereinigten Königreichs (MOD), und zu 15 % durch Rolls-Royce. Obwohl die Advanced Core Military Engine nur von Großbritannien finanziert wurde, war damals bereits klar, dass das Triebwerk das EFA antreiben würde. Das 1984 daraus entwickelte XG-40-Triebwerk sollte ein Schub-Gewicht-Verhältnis von 10:1 demonstrieren, später sollte dieser Wert auf 12:1 gesteigert werden. Das XG-40 würde sich fundamental vom RB199 unterscheiden: Während das RB199 für den Unterschall-Marschflug in geringen Höhen ausgelegt wurde, sollte das XG-40 für eine Flugenveloppe mit Bewaffnung von Mach 0,9 bis Mach 1,6 in 10 bis 13 km Höhe optimiert werden. Um dieses Ziel zu erreichen, musste der Trockenschub gegenüber dem RB199 um 80 % auf etwa 70 kN erhöht werden. Der Nachbrennerschub sollte um 40 % gesteigert werden, auf 90 bis 100 kN. Im Trockenschub sollte der spezifische Verbrauch des RB199 beibehalten werden, während der spezifische Verbrauch des Nachbrenners um 30 % reduziert werden sollte.

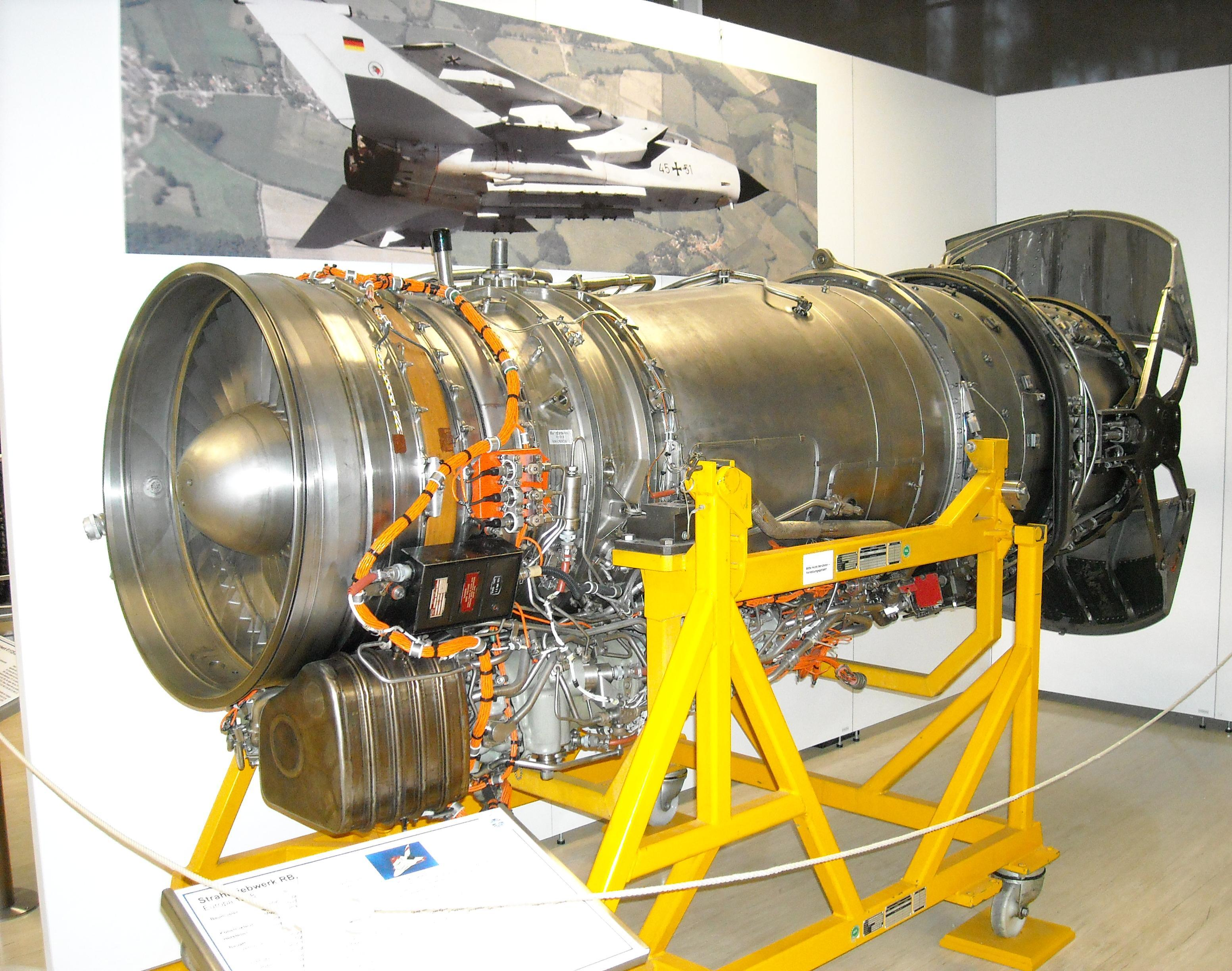
Ein Turbo-Union RB199 im Luftwaffenmuseum der Bundeswehr

Ab 1982 wurden durch die Bundesrepublik Deutschland und Großbritannien noch drei RB199-Demonstrationsprogramme finanziert. Jedes dieser Programme erhöhte den Triebwerksschub um 20 % und sollte den spezifischen Kraftstoffverbrauch des Nachbrenners reduzieren. Das Triebwerk Demo 1A wurde nur von Rolls-Royce gebaut und sollte der Erprobung von Bürstendichtungen, Pulvermetallurgie und Einkristallturbinenschaufeln dienen. Das Triebwerk besaß die verlängerte Jetpipe des RB199 Mk104. Dies führte zum XG-20-Triebwerk, welches vom MOD, Rolls-Royce und der Turbo-Union geleitet wurde. Das XG-20 war mit einem verbesserten Niederdruckverdichter und neuer Hochdruckturbine ausgerüstet, sowie der verlängerten Jetpipe des Mk104 und einem FADEC. Der Test des XG-20 fand im November 1984 bei Rolls-Royce statt, wo es 15 % mehr Trockenschub und 20 % mehr Nachbrennerschub leisten konnte. Das dritte Triebwerk war Demo 20, welches im April 1985 bei MTU lief. Dabei handelte es sich um eine verkürzte Variante mit neuem FADEC. Diese Verbesserungen sollten der RB199-Entwicklung zugutekommen, um im Tornado oder übergangsweise im EFA Verwendung zu finden. Für den Hawker Siddeley Harrier war noch ein XG-15-Triebwerk mit 15 bis 20 % mehr Schub (etwa 110 kN) angedacht, das das Flugzeug mit Mach 1,2–1,3 supercruisefähig gemacht hätte. Mit 30 % mehr Schub durch die XG-40-Technologie wären sogar 126 kN Trockenschub denkbar gewesen.
Das britische XG-40-Triebwerk sollte verglichen mit dem RB199 zwei statt drei Wellen besitzen und über ein Schub-Gewicht-Verhältnis von mindestens 10:1 verfügen. In maximaler Ausbaustufe sollte das Triebwerk wesentlich fortschrittlicher als das französische Snecma M88 sein, mit Turbineneintrittstemperaturen, welche dem Maximum der stöchiometrischen Kerosin-Luft-Verbrennung entsprechen. Nach dem Programmstart 1982 war der Test des kompletten ersten Triebwerks für 1986 geplant. Das zweite, fortschrittlichere Triebwerk mit einem Schub-Gewicht-Verhältnis von 12:1 sollte später fertiggestellt werden. Das XG-40-Programm wurde in fünf Teile gegliedert: Technologie (Komponentenverbesserung), Triebwerksleistung, Ausdauer, Leistungssteigerung und Gewichtsreduktion. Der Rolls-Royce ACME-Demonstrator lieferte für die Realisierung des XG-40 einen signifikanten Beitrag, während FADEC, Verdichter und Dichtungen von den RB199-Entwicklungsprogrammen kamen. Das XG-40 sollte dabei einen skalierbaren Triebwerkskern für verschiedene Schubwünsche zur Verfügung stellen.
Der Test des XG-40-Kerns, bestehend aus einem fünfstufigen Verdichter und einer einstufigen Turbine, begann im März 1986. Technologische Neuerungen waren ein verstärkter Verdichter und eine stärkere Turbine, Einkristallturbinenschaufeln mit geringer Dichte, fortschrittliche Dichtungen und keramische Beschichtungen in der Brennkammer und Turbine. Die Aerodynamik der Turbine wurde vorher an einem 0,87:1 Modell aus Plastik simuliert. Da das Triebwerk für den Luftkampf optimiert wurde, sollte es weniger Kerosin im Nachbrenner verbrauchen, die Turbineneintritttemperaturen sollten um 150–200 °C höher als beim RB199 liegen, und das Bypassverhältnis weniger als die Hälfte desselben betragen. Um dieses Ziel zu erreichen, wurde viel in die Entwicklung von Einkristallschaufelblättern investiert. Ferner wurde ein Diffusor, welcher den Abgasstrahl am Ende der Gasturbine entdreht direkt hinter die Niederdruckturbine gesetzt. Dieses Bauteil aus einer Kobaltlegierung wurde aus einem Stück geschmiedet; zudem wurden sehr dünne Titangehäuse eingesetzt. Der dreistufige Fan, welcher ursprünglich ein Verdichtungsverhältnis von 3,4:1 aufwies und Anschläge gegen das Flattern benötigte, konnte später ohne Anschläge 3,9:1 erreichen. Beim Verdichter wurden verschiedene Stufenzahlen untersucht, fünf erwiesen sich dabei als die optimale Lösung. Zu Forschungszwecken besaß der Verdichter verstellbare Statorblätter an der ersten Stufe und Drallregler (engl. inlet guide vanes), wobei die Serienversion des Triebwerks stets ohne geplant war. Das Kompressionsverhältnis betrug 6,5:1. Die Brennkammer baute auf den Erfahrungen des RB199 auf, und die einstufige Hochdruckturbine verwendete neben gekühlten verstellbaren Leitschaufeln auch keramische Beschichtungen. In Tests wurde eine hauseigene Nickellegierung verwendet, der Rotor jedoch so konzipiert, dass auch dichtere Legierungen verwendet werden konnten. Die Hochdruckturbine verwendete eine passive Tip Clearance Control, später wurde noch eine aktive erprobt. Die Niederdruckturbine war ebenfalls einstufig, mit verstellbaren Leitschaufeln. Die hohe Turbinenaustrittstemperatur machte bei der Entwicklung des Nachbrenners Probleme. Es wurden verschiedene gekühlte Metallstrukturen und ungekühlte Keramiken ausprobiert. Die Düse war wiederum ähnlich wie beim RB199 aufgebaut. Blisks und hohle Schaufeln kamen erst im zweiten Triebwerk zum Einsatz. Die Ölkühlung war konventionell mit Pumpen aufgebaut, wobei ein fortschrittliches System geplant war, das mit Zentrifugalkräften arbeiten sollte. Rolls-Royce entwickelte noch einen „Electronic Engine“ Simulator, um die Software für das FADEC zu debuggen. Diese war besonders komplex, da das XG-40 verstellbare Leitschaufeln und Auslässe im Hochdruckverdichter, verstellbare Leitschaufeln vor der Hochdruckturbine, Hochdruckventile für die Turbinenkühlung und eine verstellbare Schubdüse am Heck besaß.
Zwar wurde das XG-40 nicht explizit als Advanced Fighter Engine für das EFA entwickelt, die Parameter wie das Nebenstromverhältnis von 0,4:1 wurden jedoch sorgfältig für diesen Zweck gewählt. Trotzdem war auch eines der Entwicklungsziele des XG-40, dass dieses Triebwerk mit den Einbaumaßen in einem Panavia Tornado auskommen musste. Das zweite XG-40 schloss das ACME-I-Programm mit 200 Betriebsstunden und 4000 Zyklen im Juni 1995 erfolgreich ab. Danach begann das ACME-II-Programm, das die Technologien für ein Triebwerk mit einem Schub-Gewicht-Verhältnis von 20:1 erforschen sollte. Untersuchungen befassten sich mit einer weiteren Gewichtsreduzierung von Verdichtern und Turbinen, keramischen Faserverbundwerkstoffen und variablen Nebenstromverhältnissen (engl. Variable Cycle Engine). ACME II(L) untersuchte Schubvektorsteuerung, während ACME II(T) und ACME II(C) Hochdruck-Triebwerkskerne erforschten. Die Entwicklung des darauf aufbauenden XG-1100-Triebwerks wurde jedoch, wie das dazugehörige Future Offensive Air System, später eingestellt.

### Eurojet und Schubvektortechnik
Im Streit um ein EFA-Triebwerk setzten sich letztlich die Briten durch. 1986 wurde auf der Farnborough International Airshow die Gründung von Eurojet Turbo verkündet. Rolls-Royce und MTU übernahmen je 33 % der Anteile, die italienische Avio 21 % und die spanische Firma ITP 13 %. Rolls-Royce sollte für Brennkammersysteme, Hochdruckturbine und Zustandsüberwachung verantwortlich sein, MTU Aero Engines für Nieder- und Hochdruckverdichter sowie die Digital Engine Control and Monitoring Unit (DECMU), Avio für Niederdruckturbine, Nachbrennersystem, Getriebe, Luft- und Ölsystem, und ITP für Schubdüse, Nachbrennergehäuse, Abgasdiffusor, Nebenstromgehäuse und Anbauteile.
Das Triebwerk sollte auf dem XG-40 aufbauen, aber keine Drallregler im Fan besitzen. Zusätzlich bestand Deutschland auf einer konvergent-divergenten Düse, um die Flugleistungen bei hohen Machzahlen zu verbessern. Das EFA sollte eine Höchstgeschwindigkeit von Mach 2,2 erreichen, weswegen ein Schub von über 90 kN bei einer Triebwerksmasse von 900 bis 1000 kg und einem Schub-Gewicht-Verhältnis von 10:1 angepeilt wurde. Das Verdichtungsverhältnis sollte über 25:1 und das Nebenstromverhältnis bei etwa 0,4:1 liegen. Da das Kerntriebwerk des XG-40 verwendet werden sollte, waren die Performanceziele konservativ, wobei Eurojet verpflichtet wurde eine Schubsteigerung von 15 % für das EJ200 zur Verfügung zu stellen, indem der Kompressor stärker verdichtet. Im Gegenzug wurde ein Festpreisvertrag abgeschlossen. Bereits damals war klar, dass das EJ200 nicht rechtzeitig für die Flugtests des Eurofighters fertig entwickelt wäre, so dass ein RB199 oder F404 als Übergangslösung im Gespräch war.
Im Jahr 1988 waren die ersten Teile für das EJ200 in der Fertigung, Ende 1989 sollte die erste Zündung erfolgen. Zur Entwicklung wurden drei Design Verification Engines (DVE) gebaut, und ein separater Hochdruckverdichter. Die DVE waren schwerer als die Serienmodelle, da diese nicht gewichtsoptimiert waren. 1991 waren die DVE-Tests beendet, die Triebwerke hatten zu diesem Zeitpunkt bereits 650 Stunden Test hinter sich, davon 80 Stunden Höhentest. 60 % der Höhentests wurden dabei an der Universität Stuttgart durchgeführt. Dabei wurde das Windmilling getestet, die Verbrauchsparameter überprüft usw. Insgesamt wurde der Nachbrenner 2880 mal eingeschaltet, und 8700 mal zwischen Leerlauf, Maximum und Leerlauf gewechselt. Zum Erstaunen der Beteiligten lag das Programm 1991 ein Jahr vor dem Zeitplan. In der Planungsphase wurde diskutiert, ob ein fliegender Teststand für die Entwicklung sinnvoll sei. Letztlich entschied man sich aber dagegen, weil davon nur geringe Vorteile erwartet wurden. Ein Umbau des EAP für die EJ200-Triebwerktests wurde deshalb verworfen. Für die spätere kommerzielle Nutzung wurde die Einbaumöglichkeit des EJ200 in den ADV Tornado untersucht, die positiv ausfiel. Während der Entwicklung litten Fan und Hochdruckverdichter der DVE-Triebwerke noch unter Vibrationen, die beseitigt werden konnten. 1991 stand auch die Vorserie vor der Tür, und Details der Fertigung wurden diskutiert. Es wurden zwölf Full Scale Development (FSD) Triebwerke gebaut, deren größter Unterschied zu den DVE-Triebwerken der Masseverlust war. 1992 waren die Test mit den FSD-Triebwerken beendet, und Mitte 1992 sollte die Freigabe für den Eurofighter erfolgen.
Erste Analysen zur Schubvektorsteuerung (SVS) wurden von ITP 1991 begonnen, und 1994–1995 wurde die erste Studie dazu angefertigt. Anfang 1994 arbeitete DASA, welche für die Kontrollgesetze des Eurofighter-Flugsteuerungssystems verantwortlich war daran, Teile der Kontrollgesetze der Rockwell-MBB X-31 in das Eurofighter-Projekt einfließen zu lassen. Deutschland warb dafür, den Eurofighter zur Kampfwertsteigerung später mit Schubvektortechnik auszurüsten. Eurojet Turbo betonte, dass dies keine offizielle Anforderung sei, aber MTU dafür geworben habe. Anfang 1995 lehnte das Eurofighter-Konsortium die Entwicklung eines alternativen Flugsteuerungssystems (FCS) auf Basis der X-31 ab. Obwohl es technisch machbar gewesen wäre, erfüllte das gegenwärtige FCS die Bedürfnisse und Anforderungen des Flugzeuges. Es wurde befürchtet, dass eine radikale Änderung zu diesem Zeitpunkt Zeit- und Kostenüberschreitungen verursachen würde. Die Flugerprobung des EJ200 begann am 4. Juni 1995 im dritten Eurofighter-Prototypen DA3.

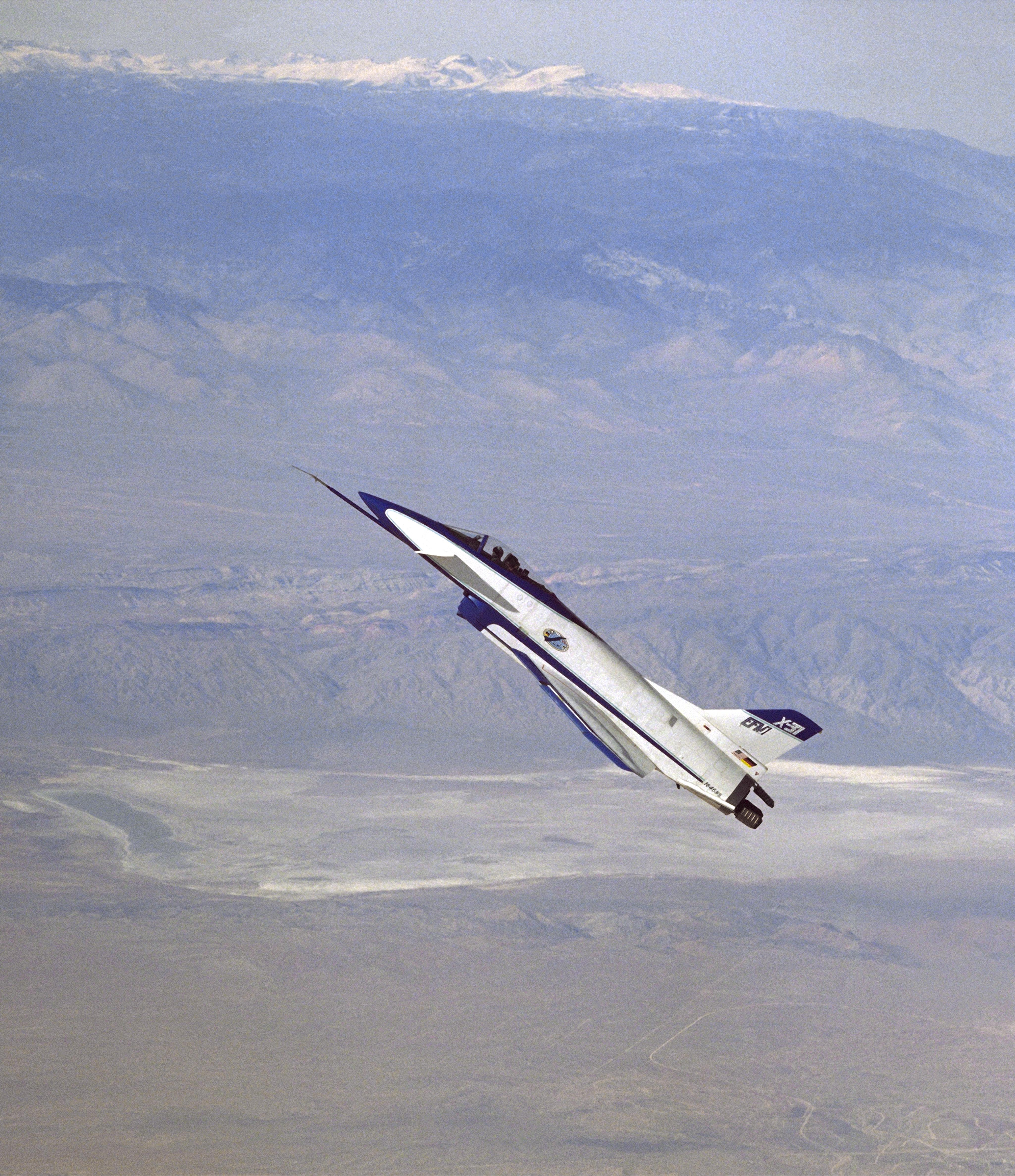
Die X-31 sollte als fliegender Teststand für die EJ200-Schubvektordüse dienen

Im Jahr 1995 begannen ITP und MTU die Technologie-Demonstrationsphase der Schubvektordüse. Der erste Prototyp wurde ab 1996 gefertigt, und am 30. Juli 1998 zum ersten Mal getestet. Damit war das EJ200 das erste westeuropäische Strahltriebwerk mit Schubvektorsteuerung (SVS). Deutschland wollte die X-31 weiterhin nutzen, um die Schubvektortechnik in den Eurofighter zu bekommen. Anfang 1998 wurde erwartet, dass im März ein Memorandum of Understanding über das X-31-VECTOR-Programm unterzeichnet würde. Schubdüse und Luftdatensystem sollten überarbeitet werden. Aloysius Rauen, Chef der Militärsparte von DASA, wollte die Ergebnisse des VECTOR-Programms im Eurofighter EF2000 oder JAS 39 Gripen umgesetzt sehen, um bei der Schubvektorsteuerung mit Russland gleichzuziehen. Im Februar 1998 führte der Zweisitzer DA4 erstmals „Supercruise“-Flüge mit dem Eurojet durch. Währenddessen wurde das EJ200-Schubvektortriebwerk nach einem strengen Testprogramm in Spanien im Jahr 2000 im Höhenprüfstand der Universität Stuttgart getestet.
Anfang 2000 wurden die Planungen konkreter: Die US Navy führte mit ITP Gespräche über die Integration der EJ200-Schubvektordüse in die X-31. Es wurde auch angedacht, dass Spanien Testzeit auf dem Flugzeug mieten könnte, oder die Düsentests nach dem VECTOR-Programm durchgeführt werden. Ende 2000 stand der Abschluss eines Abkommens zwischen USA, Spanien und Deutschland kurz bevor. Es sollte vereinbart werden, ab Ende 2002 die Schubvektordüse des EJ200 in der X-31 zu erproben. Damit sollten die Eurofighter-Partnerländer ermutigt werden, die Tranche 3 mit Schubvektortriebwerken zu bestellen. ITP hatte die Düse bereits extensiv erprobt, allerdings war kein Eurofighter für Testflüge verfügbar. Die Kosten von etwa $ 60 Mio. zum Einbau eines EJ200 mit SVS in die X-31 sollten hauptsächlich von der spanischen Regierung getragen werden, der Rest von der Eurojet Turbo GmbH. Die NATO EF 2000 and Tornado Development, Production & Logistics Management Agency stimmte der Lieferung der Triebwerke zu, wobei diese vom spanischen Quantum abgezweigt werden sollten. Die US Navy wäre nur für das Management der Flugtests verantwortlich, allerdings waren die Europäer über den Technologietransfer des EJ200 in die USA besorgt. Die Industrie hatte sich zu diesem Zeitpunkt noch nicht auf die genaue Integration der Schubvektortechnik in den Eurofighter geeinigt. Der Projektleiter von ITP, Daniel Ikaza schlug vor, zuerst nur die Nickkontrolle (2D) im aerodynamischen Flugbereich zu ermöglichen, und später durch Software-Updates der Flugsteuerungssoftware 3D-Vektorsteuerung auch nach einem Strömungsabriss zu ermöglichen. Der Direktor der NETMA zeigte sich vom Nutzen der Schubvektortechnik überzeugt und sah eine Integration in den Eurofighter für Tranche 3 und danach. Mit dem spanischen Verteidigungsministerium wurden Mitte 2001 weitere Gespräche über den Einbau des EJ200 mit SVS in die X-31 geführt, die allerdings ergebnislos verliefen.
Am 21. November 2002 kam es beim 323. Testflug mit Vorserien-Triebwerken rund 100 Kilometer südlich von Madrid zum Absturz des Doppelsitzer-Prototyps DA6. Zum Zeitpunkt der Zündung der Nachbrenner – es wurden Nachbrennertests durchgeführt – kam es bei einem Triebwerk zu einem Flammabriss. In 40.000 ft Höhe und bei Mach 0,7 versuchte die Crew das Triebwerk wieder zu zünden, wobei auch das Zweite ausfiel. In dem Bewusstsein, dass die Development Aircraft (DA) über keine Ram-Air-Turbine verfügten, und sie in wenigen Sekunden durch Hydraulikdruckverlust die Kontrolle über das Flugzeug verlieren würden, schossen sich EADS CASA Cheftestpilot Eduardo Cuadrado und Ignacio Lombo von der spanischen Luftwaffe sofort nach dem Ausfall des zweiten Triebwerks aus dem Flugzeug. Die Flugtests mit den DAs wurden erst 24 Stunden danach fortgesetzt als deutlich wurde, dass der Fehler nur das bestimmte Triebwerksmodell von DA6 betraf.
Am 13. Juni 2003 wurde schließlich der erste seriengefertigte Eurofighter der Öffentlichkeit vorgestellt. Die Bundeswehr nahm die Maschine am 4. August desselben Jahres ab. Die sogenannten Raketenabschuss-Versuche (englisch Missile firings) sind im Rahmen der Triebwerkszulassung für Militärjets vorgeschrieben und wurden 2004 auf dem Münchner Bodenprüfstand der MTU und im Höhenprüfstand der Universität Stuttgart durchgeführt. Dabei wurde ein Spezialbrenner vor dem Einlauf des EJ200-Triebwerks installiert und der Funktionsnachweis ohne reale Flüge erbracht. Für zukünftige Weiterentwicklungen wird eine Senkung der Lebensdauerkosten, ein verringerter Treibstoffverbrauch und eine Schubsteigerung um bis zu 30 % untersucht. Im Jahr 2011 erwog die Eurofighter Jagdflugzeug GmbH, die Testflüge für das SV-Triebwerk zu finanzieren. Dies blieb aber, vermutlich mangels Kundeninteresse, aus.

## Technik

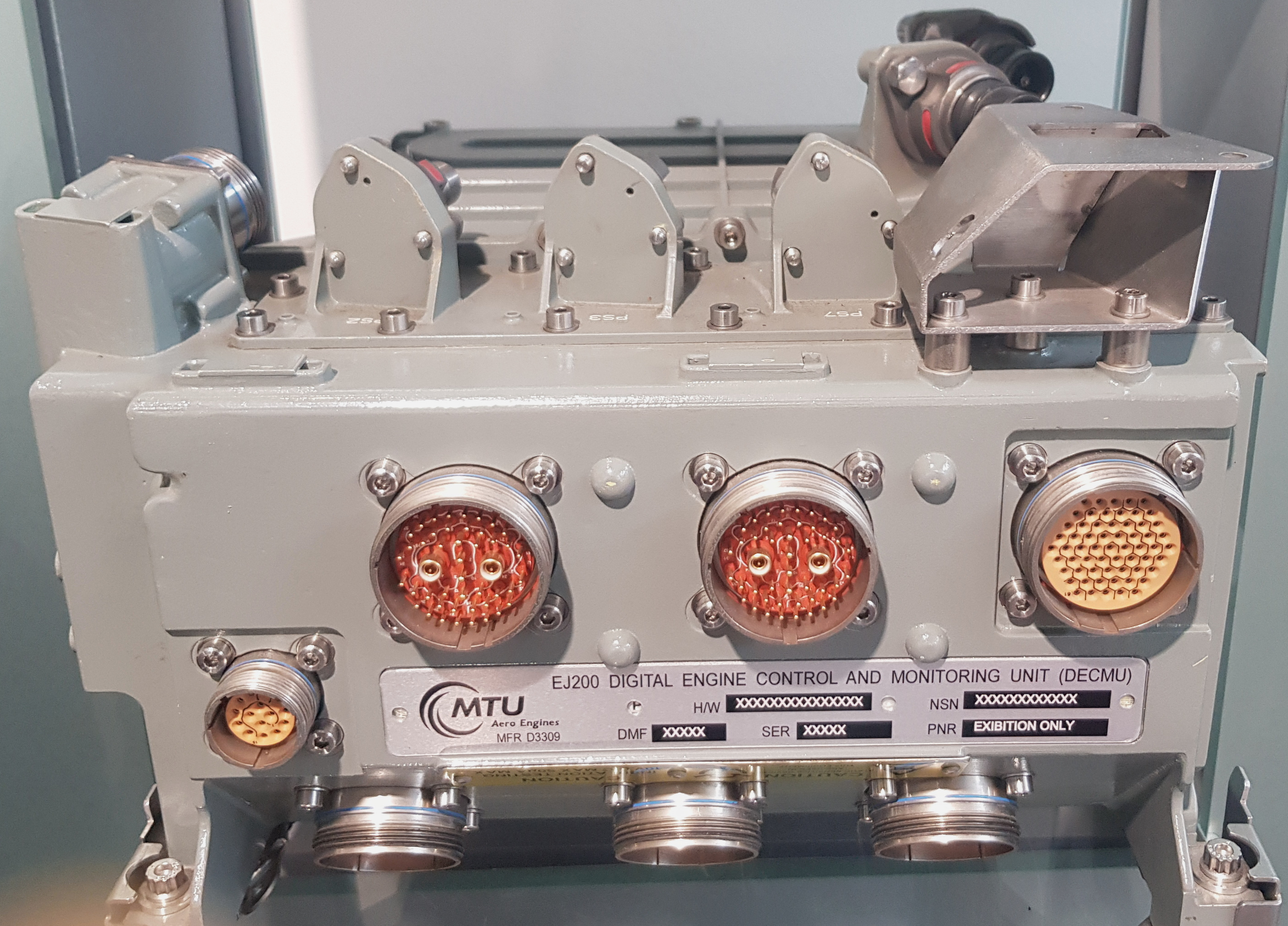
Eurojet EJ200-Triebwerk, Regel- und Überwachungsgerät DECU/DECMU

Neben guter Antriebsleistung wurde auch auf einfache Wart- und Reparierbarkeit, sowie geringe Gesamtbetriebskosten Wert gelegt. Der Austausch eines Eurojet-Triebwerks dauert mit 4 Personen weniger als 45 Minuten. Das Triebwerküberwachungssystem (Engine Health Monitoring System – EHMS), bestehend aus EMU und DECU kontrolliert den Triebwerkstatus. Dieses System ermöglicht die so genannte „On condition“-Wartung, also ohne die Notwendigkeit, periodische Wartungsintervalle einhalten zu müssen. Die Wartungsmannschaft arbeitet dabei mit einem Portable Maintenance Data Store (PMDS) Computer, mit dem Triebwerksstörfälle ausgelesen werden können und in dem die „Lebensgeschichte“ jedes Triebwerks aufgezeichnet wird. Sämtliche Komponenten sind für eine lange Lebensdauer ausgelegt, 6000 Stunden bei den Kaltteilen und bis zu 3000 Stunden bei den Heißteilen. Das Triebwerk ist auch gegen Vogelschlag sehr resistent; in Tests wurde ein „Schwarm“ von elf toten Vögeln à 85 Gramm ins Triebwerk gesaugt, und es lief ohne Beeinträchtigung weiter.

### Strahltriebwerk
Der Triebwerkskern, bestehend aus Brennkammer, Turbinen und Nachbrenner ist vom XG-40 abgeleitet. Der Verdichter wurde von MTU und Rolls-Royce neu entwickelt und unterscheidet sich deshalb vom XG-40. Laut Colin Green, damals Managing Director von Eurojet, ist der Hauptunterschied des Eurojets zum Pratt & Whitney F119, dass das EJ200 ein Ganzmetalltriebwerk ist. Im Gegensatz zum ATF-Triebwerk kommen keine strukturellen Keramiken oder C/C-Komposite zum Einsatz. Die Integration von Keramiken und Verbundwerkstoffen in den Eurojet ist aber bei zukünftigen Leistungssteigerungen denkbar. Im Vergleich zum Turbo-Union RB199 benötigt das EJ200 37 % weniger Teile (1800 statt 2845) und entwickelt wesentlich mehr Schubkraft bei gleichen Ausmaßen. Das Schub-Gewicht-Verhältnis des EJ200 beträgt bei einem Triebwerksgewicht von 1035 kg 9,5:1. Der ursprünglich geplante Rekordwert von 10:1 konnte dagegen nicht erreicht werden, da der Hochdruckverdichter des EJ200 schwerer wurde, als die Zielvorgabe vorsah.

#### Turbofan

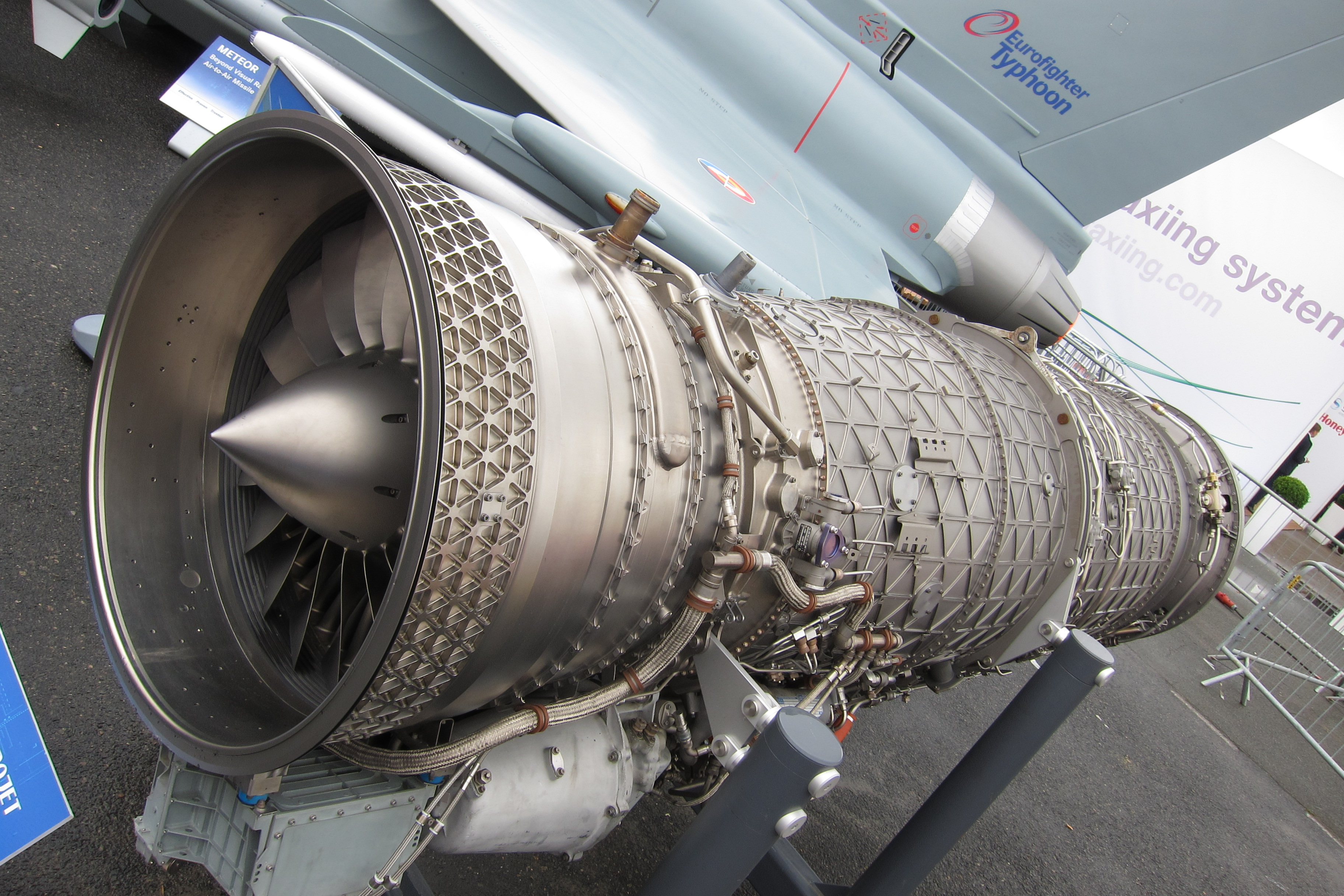
Der Verdichter des Triebwerks

Das EJ200 ist ein Zweiwellentriebwerk mit geringem Nebenstromverhältnis („leaky turbojet“). Das geringe Nebenstromverhältnis von 0,4:1 wurde für hohe Trockenschubkraft und einen guten Vortriebswirkungsgrad im Überschall gewählt. Ein größerer Kern mit geringerem Nebenstromverhältnis (vgl. M88 und F119 mit ≤0,3:1) hätte das Triebwerksgewicht erhöht und den spezifischen Verbrauch verschlechtert. Da der Außendurchmesser des Triebwerkes später nicht geändert werden kann, musste ein Nebenstromverhältnis von über 0,3:1 gewählt werden, damit spätere Versionen einen größeren Triebwerkskern nutzen können. Die eintretende Luft wird durch einen Niederdruckverdichter in drei Stufen auf ein Druckverhältnis von 4,2:1 verdichtet. Der Hoch- und Niederdruckverdichter werden in sogenannter Blisk-Technologie hergestellt, wobei Verdichterscheiben und -schaufeln aus einem Stück bestehen, was das Gewicht reduziert. Spätere Versionen sollen das Druckverhältnis auf 4,8:1 erhöhen. Bei der Entwicklung wurde technologisches Neuland betreten, indem die Blisks im Reibschweißverfahren gefertigt werden. Die Schaufelblätter aus einer Titanlegierung sind mehr als doppelt so groß wie beim Turbo-Union RB199 und hohl. Der nachfolgende Hochdruckverdichter mit 3D-Beschaufelung und superkritischen Verdichterschaufelprofilen erzeugt mit nur fünf Stufen ein Druckverhältnis von 6,2:1 und liegt damit weltweit an der Spitze dieser anspruchsvollen Technologie. Das Triebwerk kommt mit nur einem Satz Drallregler im Hochdruckverdichter aus. Die beiden Verdichter rotieren gegenläufig zueinander und erzeugen so ein Gesamtdruckverhältnis von bis zu 26:1. In der Ringbrennkammer werden Luft und Treibstoff miteinander verbrannt, die Treibstoffeinspritzung erfolgt im air spray-Verfahren. Die Brennkammer ist mit Endoskopen zugänglich. Die Turbineneintrittstemperatur liegt bei ungefähr 1800 Kelvin. Die Hoch- und Niederdruckturbine bestehen aus je einer Stufe und verwenden luftgekühlte Einkristallblätter aus einer Nickellegierung mit einer keramischen Beschichtung aus Nickel, Chrom und Yttrium als Wärmedämmschicht. Diese Beschichtung muss regelmäßig nach eventuellen Beschädigungen überprüft werden. Die Turbine verwendet Active Tip Clearance Control. Dabei strömt Luft durch das Triebwerksgehäuse, um das Spaltmaß zwischen Gehäuse und Rotorstufen konstant zu halten, was den Wirkungsgrad steigert und den Treibstoffverbrauch reduziert. Ein Novum ist auch der von Avio entwickelte rotierende Öltank, der auch bei negativen g-Beschleunigungen des Flugzeugs im Öltank positive g-Belastungen, und damit eine sichere Schmierung des Triebwerks bei allen möglichen Flugmanövern gewährleistet.

#### Nachbrenner
Da die Abgastemperaturen der Niederdruckturbine wesentlich höher als bei älteren Triebwerken sind, müssen die Flammhalter des Nachbrenners durch die Beipassluft gekühlt werden. Durch den geringen Nebenstrom muss etwa die Hälfte der Beipassluft zur Kühlung verwendet werden, sodass nur die andere Hälfte zur Verbrennung im Rohr zur Verfügung steht. Der Nachbrenner wird im „Hot Shot“-Verfahren gezündet. Wird der Augmentor nur bei Teillast betrieben, wird der Kraftstoff in den Kernstrom gesprüht, da dort die Verbrennungsbedingungen am besten sind. Erst wenn Stöchiometrie erreicht wird, wird zusätzlich Kraftstoff in den Beipassstrom gespritzt.

#### Schubdüse

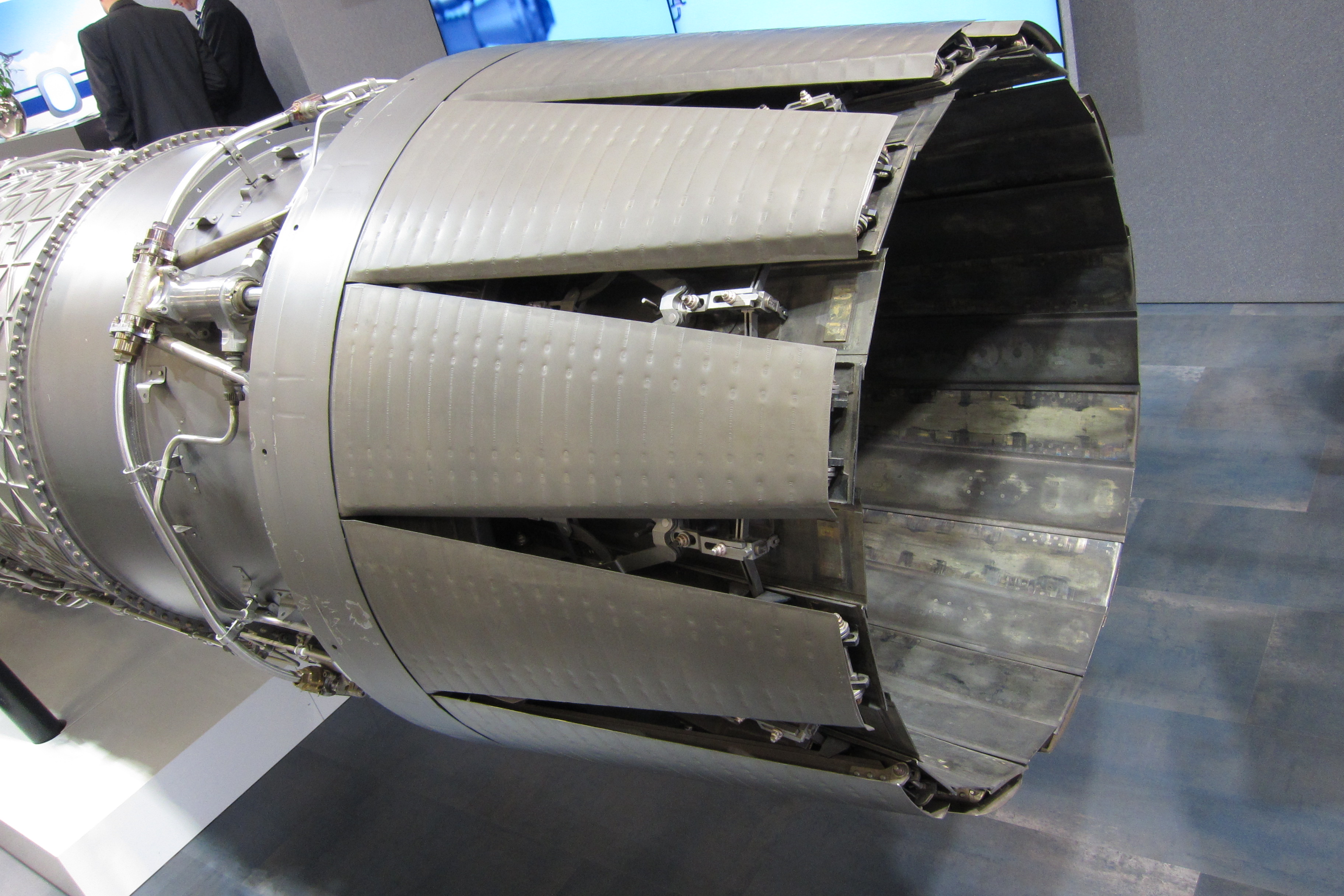
Die konvergent-divergente Düse

Nach dem Nachbrenner folgt eine verstellbare konvergent-divergente Düse ohne Schubvektorsteuerung. Ursprünglich wurde nur eine konvergente Düse untersucht – das Triebwerk sollte so einfach und leicht wie möglich aufgebaut sein – allerdings ließen sich die Anforderungen zur Abfangjagd nicht erfüllen. Trotz der Zusatzmasse entschied man sich schließlich für eine verstellbare konvergent-divergente Düse, da so der Verbrauch im Überschall-Marschflug reduziert, und die Ausdauer um 25 % gesteigert werden konnte. Nebenbei konnte dadurch auch der Luftwiderstand des Flugzeughecks reduziert werden.
ITP entwickelte noch eine 3D-Schubvektordüse für das EJ200, wobei MTU als Partner die Entwicklung der elektronischen Steuerung übernahm. Das System besteht aus drei Ringen, welche durch vier hydraulische Aktuatoren angesteuert werden. Die Schubvektorsteuerung könnte auch nur drei Aktuatoren verwenden, allerdings müsste dann auf die unabhängige Kontrolle der Austrittfläche verzichtet werden. Die drei Ringe sind kardanisch aufgehängt und ermöglichen die Steuerung dreier Freiheitsgrade: Nickwinkel, Gierwinkel und Düsenaustrittfläche. Wird der äußere Ring zweigeteilt, kommt der Düsenhalsdurchmesser als vierter Freiheitsgrad hinzu. Durch diese komplexere Anordnung kann durch optimierte Aerodynamik der Nettoschub im Supercruise um bis zu 7 % erhöht werden, und der Nachbrennerschub beim Abheben um 2 %. Der Prototyp konnte den Schubstrahl um 23° mit 110°/s umlenken, wobei dank Gelenken auch 30–35° Umlenkwinkel realisierbar sind. Durch geschickte Ausbalancierung der Düsenschaufeln wird ein Teil der Kraft des Abgasstrahls zur Unterstützung der Umlenkung verwendet, sodass die Aktuatoren 15 % weniger leisten müssen. Mit der Schubvektorsteuerung soll der Trimmwiderstand reduziert, die Start und Landestrecke verkürzt und die Flugsicherheit durch mehr Steuerflächen erhöht werden, was bei einer typischen Kampfmission zu etwa 3 % Kraftstoffeinsparung führt. Neben der Erhöhung der Manövrierfähigkeit im aerodynamischen Flug kann das Flugzeug damit auch nach einem Strömungsabriss noch kontrolliert gesteuert werden.

### Digital Engine Control and Monitoring Unit
Die Steuerung des Triebwerks erfolgt über die Digital Engine Control and Monitoring Unit (DECMU). Die kraftstoffgekühlte DECMU wurde ab Tranche 2 an das EJ200 Triebwerk montiert und wird von MTU produziert. Tranche 1 Flugzeuge besitzen mit der DECU und der EMU getrennte Systeme, die TVCU wurde nur für Schubvektortesttriebwerke verwendet. Das DECMU vereint alle drei Systeme in der DECU, reduziert das Volumen um 5 Liter und das Gewicht um 5 kg und besitzt eine um 20 % gesteigerte Rechenleistung. Das Gerät ist gegen elektromagnetische Pulse gehärtet und kann von −40 °C bis +125 °C eingesetzt werden.
Die Herausforderung bei der Entwicklung der DECMU bestand darin, dass das Gewicht und die Abmessungen der DEMU beibehalten werden mussten. Dazu wurde auf den bestehenden Dualprozessorkarten ein weiteres Computersystem untergebracht, auch um die Trennung zwischen flugkritischer Regelungssoftware und Überwachungssoftware zu gewährleisten. Die Integrationsdichte musste stark erhöht werden, da sonst 50 % mehr Platz auf der Platine notwendig gewesen wäre. Zusätzlich wurde die diskrete Druck- und Ölstandsüberwachung durch eine kontinuierliche Messung ersetzt. So kann bei laufendem Triebwerk der Ölstand stets überprüft werden und muss nicht als zusätzliche Wartungsaktion am Ende eines Fluges abgelesen werden. Fünf frei konfigurierbare Regelkreise geben die Möglichkeit zur Einführung von Schubvektorisierung, Pitch Control, unabhängiger A8/A9-Regelung usw. Im folgenden Abschnitt werden alle drei Systeme getrennt erläutert:

#### Digital Electronic Control Unit

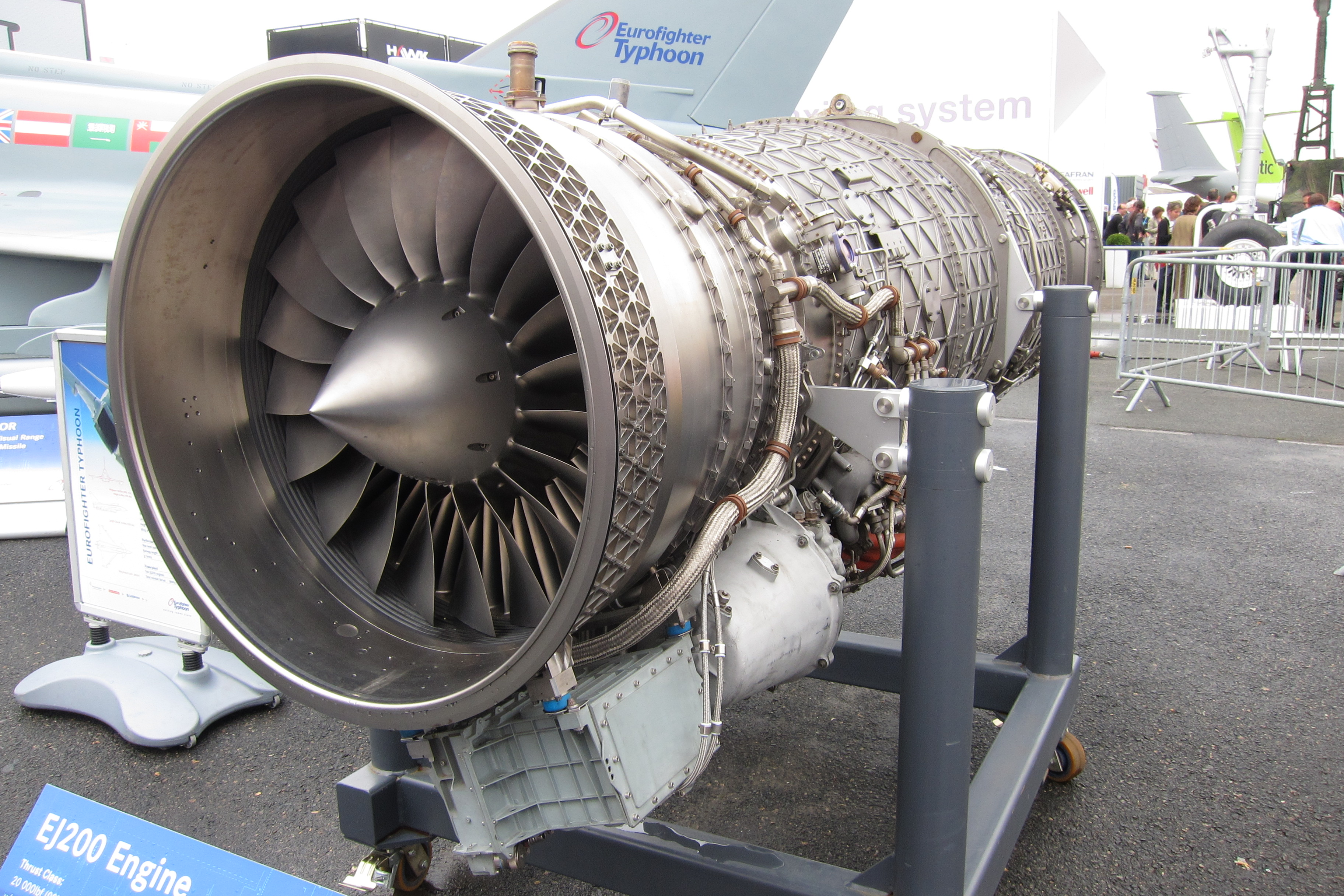
Triebwerk mit angeflanschtem digitalen Triebwerksregler (grauer Kasten)

Die digitale elektronische Regel- und Steuerungseinheit (englisch Digital Electronic Control Unit, kurz DECU) überwacht ihre Hardware und andere Regelungskomponenten und erkennt Vorfälle, die den Triebwerksbetrieb beeinflussen. Die DECU wird an das Strahltriebwerk montiert und mit dessen Kerosin gekühlt. Sie besteht aus zwei identischen Lanes (dt. etwa Bahnen, Spuren), die intern miteinander kommunizieren, so dass jede Lane auf die Daten der anderen zugreifen kann. Beide überwachen die Triebwerksfunktionen, dazu gehören der Treibstoffdurchfluss in die Brennkammer und in den Nachbrenner, die Verstellung der zusammen- und auseinanderlaufenden Düse und der Winkel des Drallreglers (engl. variable guide vane angle, dt. etwa variabler Winkel der Leitschaufel) um die geforderte Schubkraft zu erreichen, ohne dabei Grenzwerte zu überschreiten. Zur Kontrolle wurden integrierte Testeinrichtungen (BIT) eingebaut, um den Zustand des Triebwerks zu überwachen und im Schadensfall eine Funktionsreduzierung durchzuführen. Die „Initiated BIT“ werden vor und nach einem Triebwerkslauf oder auf Anfrage des „Maintenance Data Panel (MDP)“ durchgeführt, die „Continuous BIT“ während des Betriebes.
| DECU Initiated BIT           | DECU Continuous BIT      |
| ---------------------------- | ------------------------ |
| RAM- und PROM                | Sensor-Funktionstests    |
| RAM-Adressierung             | Test des Eingangssignals |
| Uhrzeit- und Interrupt-Logik | Externer Bus             |
| Interface Calibration        | DECU CPU-Test            |
| Hardware-/Software-Fehler    | Kurzschlüsse             |
| Drehzahlregler               | Zündkerzen, Aktuatoren   |

Die DECU ist direkt mit dem Triebwerk und über den doppelt redundanten Flight Control System Bus mit den Cockpit verbunden. Fehler in der BIT-Routine, die zu einem Lane-Wechsel, dem Widerrufen eines Steuerkommandos oder einem Kontrollverlust führen, werden im Cockpit angezeigt. Die DECU identifiziert auch Fehler im Treibstoffsystem, Ölfluss und Hydrauliksystem (Filterverstopfung, zu niedriger Druck, zu niedriger Füllstand, zu hohe Temperatur). Die einzige Fehlermeldung, die von der EMU über die DECU direkt zum Cockpit gesendet wird, ist eine Vibrationswarnung. Die DECU achtet auch auf unerwarteten Leistungsverlust im Triebwerksbetrieb. Sollte dies vor dem Abheben eintreten, wird im Cockpit eine Warnmeldung angezeigt.

#### Engine Monitoring Unit

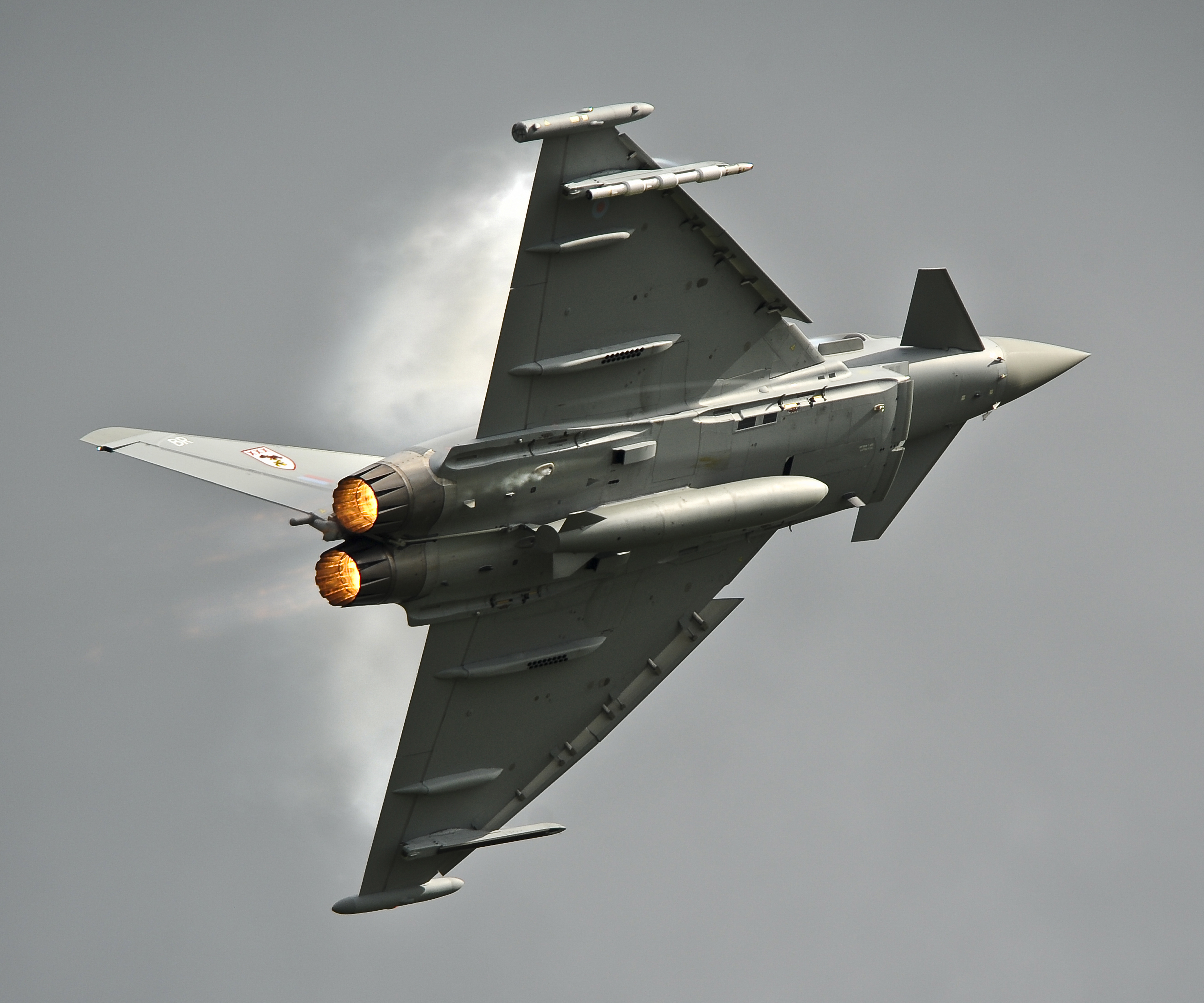
Eurofighter Typhoon mit gezündeten Nachbrennern

Die Triebwerksüberwachungseinheit (englisch Engine Monitoring Unit, kurz EMU) teilt alle Vorfälle und Ausfälle mit und überwacht Schwingungen, Partikel im Öl, Triebwerksleistung und Lebensdauerverbrauch der Triebwerkskomponenten und stellt das zentrale Element der Datenverarbeitung des EJ200 dar. Die EMU ist luftgekühlt in der Avionikbucht des Eurofighter eingebaut, ab Tranche 2 wurde sie in das DECMU integriert, wodurch der Platz in der Avionikbucht nun frei wird. Sie besteht ebenfalls aus zwei identischen Lanes, welche die beiden Triebwerke des Typhoon überwachen. Die EMU und die DECU sind miteinander über einen MIL-STD-1553-Bus verbunden. Die EMU führt ebenfalls Initiated/Continuous BIT-Operationen für sich und seine Sensoren durch, zum Beispiel den vorderen und hinteren Vibrationssensor und den Ölsensor (englisch Oil Debris Monitoring).
Die EMU beinhaltet eine Logik, die Momentaufnahmen von Triebwerksparametern durchführt und mit Flugparametern abgleicht. Damit wird die Schubkraft im Flug bestimmt, die so gewonnenen Daten werden zur Triebwerksregelung verwendet: Die maximale Trockenschubkraft bleibt so die ganze Lebensdauer des Triebwerks über konstant. Dieses Temperatur- und Geschwindigkeitslimit schafft Sicherheitsmargen, um die Lebensdauer zu erhöhen. Unterschreitet die Sicherheitsmarge einen bestimmten Wert, ist eine Wartung nötig. Das Temperatur- und Geschwindigkeitslimit kann auch aufgehoben werden, so dass die DECU das Triebwerk mit maximaler Leistung arbeiten lässt. Diese Einstellung wird als War Setting bezeichnet.
Das EJ200 ist mit zwei Beschleunigungssensoren ausgerüstet, einer im vorderen, der andere im hinteren Teil des Triebwerksgehäuses. Diese Sensoren stellen Vibrationen im Triebwerk fest und können die Quelle der Störung lokalisieren, ob es sich zum Beispiel um Verdichter oder Turbine handelt, oder ob der Hochdruck- oder Niederdruckteil davon betroffen sind. Die Daten der Sensoren werden aufgezeichnet und mit einem Zeitstempel versehen, damit die Software mögliche langfristige Steigerungen erkennen kann und gegebenenfalls Wartungsbedarf meldet. Bei ungewöhnlich starken Vibrationen wird eine Warnmeldung ins Cockpit gesendet.
Die EMU überwacht die Lebensdauer der kritischen Bauteile des EJ200 in Abhängigkeit vom möglichen Versagensfall in Echtzeit. Dabei wird mit Hilfe von Sensoren, die Strömungsgeschwindigkeit, Temperaturen und Drücke messen, die Temperaturverteilung und mechanische Belastung der Bauteile errechnet. Die Tabelle listet die Sensoren auf, sowie den möglichen Versagensfall des Bauteils, für den die Lebensdauer von der Triebwerksüberwachungseinheit errechnet wird:
| Bauteil               | Zahl der Sensoren | Versagensfall                         |
| --------------------- | ----------------- | ------------------------------------- |
| Niederdruckverdichter | 14                | Ermüdungsbruch                        |
| Hochdruckverdichter   | 34                | Ermüdungsbruch                        |
| Brennkammer           | 2                 | Ermüdungsbruch                        |
| Hochdruckturbine      | 2 (an Schaufeln)  | Kriechen, Thermo-mechanische Ermüdung |
| Hochdruckturbine      | 13 (andere)       | Ermüdungsbruch                        |
| Niederdruckturbine    | 1 (an Schaufeln)  | Kriechen                              |
| Niederdruckturbine    | 8 (andere)        | Ermüdungsbruch                        |

Die Ölüberwachung misst zusätzlich die Zahl der Metallpartikel im Schmieröl, um Getriebe- und Lagerschäden frühzeitig entdecken zu können. Dazu wurde ein Magnetsensor in den Ölfilter integriert, um Metallpartikel zu fangen und zu detektieren. Der Sensor besteht aus einer Magnetspule, die Teil eines Schwingkreises ist. Die Ölüberwachung ist auch bei Tranche-1-Flugzeugen am Strahltriebwerk montiert und kommuniziert dort über den Digital Direct Link (DDL) mit der EMU in der Avionikbucht. Ab Tranche 2 ist es mit dem DECMU am Triebwerk verbunden. Der Sensor sendet ein Signal, was der eingesammelten Masse entspricht. Eine plötzliche Zunahme an Masse bedeutet, dass ein großer Partikel eingefangen wurde, so kann der Sensor zwischen kleinen und großen Partikeln (Splitter) unterscheiden. Aus der Massezunahme am Detektor pro Zeit kann errechnet werden, ob die Abnutzung der Triebwerkskomponenten normal verläuft.

#### Thrust Vector Control Unit

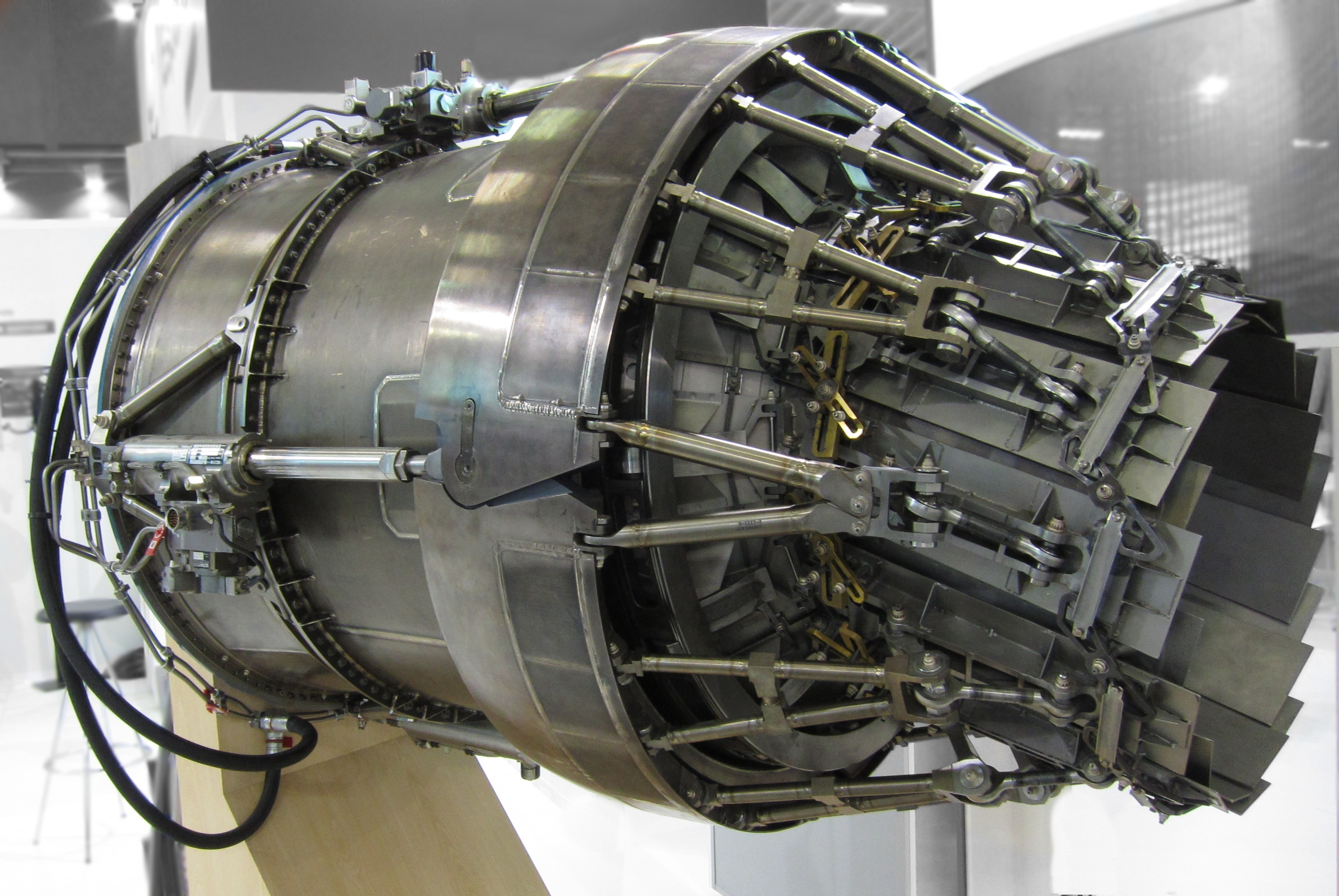
Prototyp der Schubvektordüse

Die Schubvektorkontrolleinheit (englisch Thrust Vector Control Unit, kurz TVCU) wurde von MTU in der Anfangsphase der Schubvektorentwicklung verwendet, während ITP für die Düse zuständig war. Die TVCU wurde über einen MIL-STD-1553-Bus an die DECU angeschlossen. Sie steuerte die Aktuatoren an, berücksichtigte die aerodynamischen Grenzen der Düsenflächen und überwachte den Zustand der Düse. Während der Triebwerks- und TVCU-Versuche waren noch Testgeräte integriert. Die Schubvektorkontrolleinheit bestand aus zwei identischen Lanes, welche die 3D-Schubvektordüse ansteuerten. Beide Lanes waren identisch aufgebaut: Die Busdaten trafen auf einen Motorola MC68332 Control Computer, der für Kommunikation, Kinematikberechnung der Düse, Begrenzung von Geometrie und Vektorrate, Überwachung, Deaktivierung im Notfall und Testprozeduren zuständig war. Dieser teilte sich einen Dual-Port-RAM mit einem zweiten Mikrocontroller, dem Output Computer. Dieser war für die Kontrolle und Ansteuerung der Aktuatoren zuständig. Die Control Computer und Output Computer jeder Lane waren mit dem der jeweils anderen über einen Datenlink verbunden, unter anderem zur Synchronisierung.
Angebaut an ein EJ200 mit Schubvektordüse, wurde diese Konfiguration im Labor und auf dem Strahltriebwerkprüfstand extensiv getestet. Da die Flugsteuerungscomputer des Eurofighters nur Seitenkräfte und Schub kommandieren, wurden diese für die jeweilige Düsenstellung mittels numerischer Strömungsmechanik berechnet und in die Schubvektorkontrolleinheit integriert. Die TVCU berechnete nun für die geforderten Seitenkräfte die Düsenstellung mit einer Genauigkeit von über 95 %. Bei Systemfehlern wurde der Schubvektor von der TVCU auf Indexposition (0°/0°) kommandiert. Wenn die A8-Kontrolle versagen sollte, wurde auch ein Verlust der Nachbrennerfunktion festgestellt. Die Schubvektorkontrolleinheit konnte von 0 °C bis +40 °C eingesetzt werden, also nur in Laborumgebung.

## Versionen
Wie Colin Green, damals Managing Director von Eurojet, bereits anmerkte, waren die Performanceziele des EJ200 konservativ. Das Triebwerk wird im Normalfall gedrosselt gefahren, um den Wartungsaufwand zu minimieren und die Lebensdauer zu erhöhen. Da der Triebwerkskern des XG-40 verwendet wird, kann der Motor eine wesentlich höhere Leistung als gefordert abrufen. Im War Setting (dt. Gefechtseinstellung) entwickelt er eine Trockenschubkraft von 69 kN und 95 kN mit Nachverbrennung. Diese Schubsteigerung wird realisiert, indem der Kompressor stärker verdichtet. Der Lufteinlauf des Eurofighters wurde bereits für diese Triebwerksleistung dimensioniert. Das vertragliche Relikt kann problemlos zwischen zwei Flügen über ein spezielles Notebook entfernt werden, sodass der XG-40-Kern seine volle Leistung entfalten kann. Das EJ200 kann auch im Notfall eine höhere Leistung bereitstellen und erreicht dann 102 kN für wenige Sekunden.

### XG-40
Entwicklungsmodell und Urahn der Eurojets. Zwei Triebwerke wurden gebaut, mit einem Schub-Gewicht-Verhältnis von 10:1 und 12:1. Da die Masse des Triebwerks bei etwa 900 kg lag, müsste eine Schubkraft von 90 kN bzw. 108 kN erreicht worden sein. Die 108 kN werden auch in der Literatur zum EJ200 angegeben. Die offiziellen Angaben von Rolls-Royce zur Schubkraft der XG-40 sind „über 50 kN“ trocken und „über 90 kN“ mit Nachbrenner. Durch die oben erwähnten Performanceziele, 80 % mehr Trocken- und 40 % mehr Nachbrennerschub als das RB199 zu erzielen, kann eine Trockenschubkraft von 69 bis 73 kN und ein Nachbrennerschub von 92 bis 102 kN errechnet werden. Das entspricht fast exakt den EJ200-Werten in Gefechtseinstellung.

### EJ200

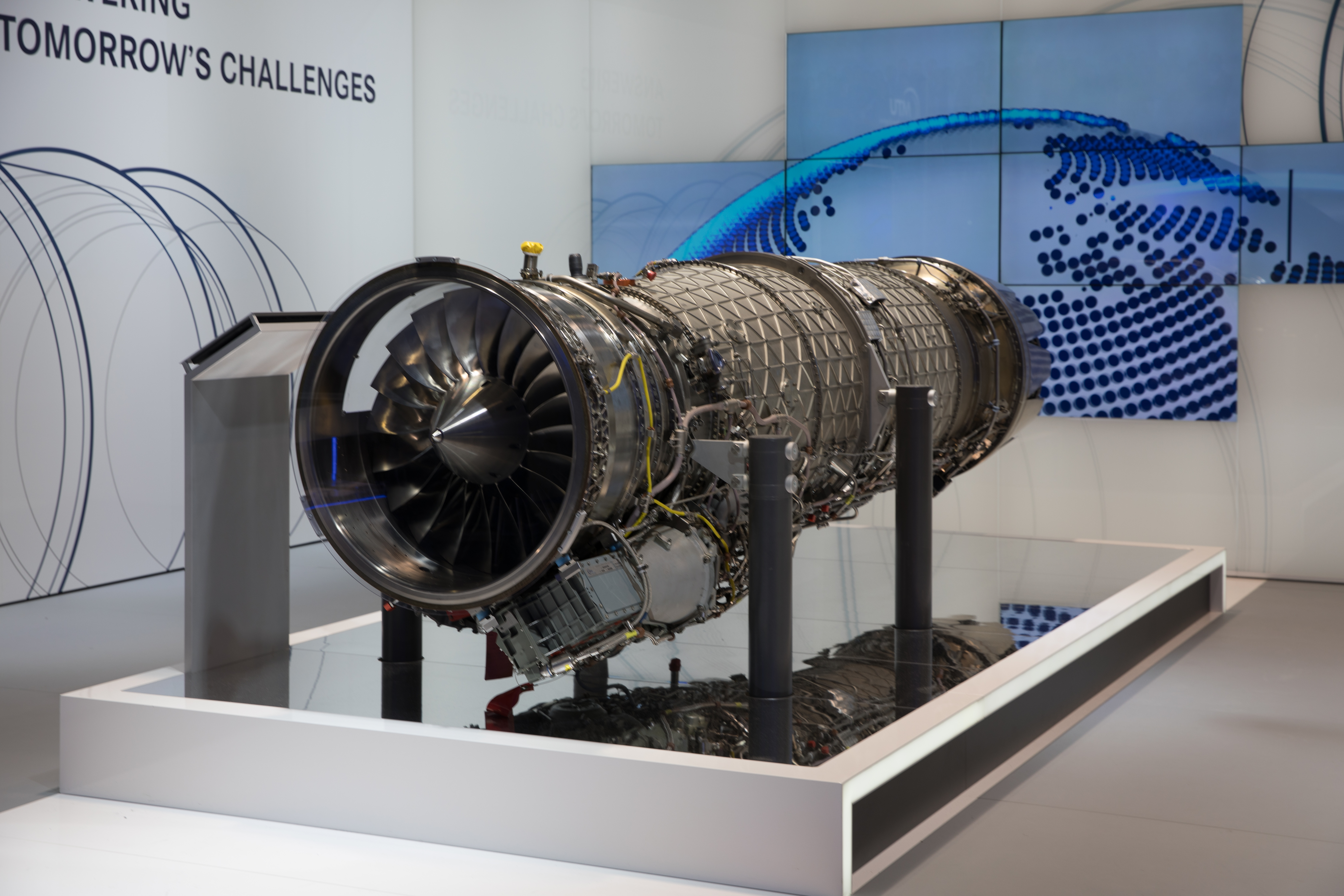
EJ200

Die Triebwerke der Tranche 1 Flugzeuge sind mit getrennter EMU und DECU ausgerüstet. Diese Baureihe wird als Mk 100 bezeichnet. Das Triebwerk wird im Normalfall gedrosselt gefahren. In dieser Einstellung leistet es eine Trockenschubkraft von 59 kN und 89 kN mit Nachverbrennung. Die Serienversion der Tranche 2 mit integrierter DECMU wird als Mk 101 bezeichnet. Hier wurde die Schubkraft im Nachhaltigkeitsmodus auf 60 kN trocken und 90 kN nass erhöht. Bei der Entwicklung der DECMU wurde auch berücksichtigt, in gemischter Konfiguration fliegen zu können. Das bedeutet, dass Flugzeuge die ursprünglich mit DECUs ausgerüstet sind, mit leichten Modifikationen (Anpassung des Kabelbaums zwischen Zelle und DECMU inkl. Triebwerksverkabelung) mit einer DECMU ausgestattet werden können.

### EJ230
Befindet sich in Entwicklung für zukünftige Kampfwertsteigerungen. Anvisiert sind etwa 72 kN Trocken- und ungefähr 103 kN Nachbrennerschub. Für diese Leistungssteigerung soll ein neuer Fan mit höherem Verdichtungsverhältnis eingebaut werden. Ferner ist die Integration der Schubvektorsteuerung anvisiert.

## Technische Daten
|                             | XG-40-1                                            | XG-40-2                                            | EJ200 Mk 100                                       | EJ200 Mk 101                                       | EJ230                                              |
| --------------------------- | -------------------------------------------------- | -------------------------------------------------- | -------------------------------------------------- | -------------------------------------------------- | -------------------------------------------------- |
| Erstlauf                    | 1986                                               | >1986                                              | 2003                                               | 2008                                               | TBA                                                |
| Masse                       | ~900 kg                                            | ~900 kg                                            | 1037 kg                                            | ~1000 kg                                           | >1000 kg                                           |
| Länge                       | 4 m                                                | 4 m                                                | 4 m                                                | 4 m                                                | 4 m                                                |
| Fan-Durchmesser             | 0,74 m                                             | 0,74 m                                             | 0,74 m                                             | 0,74 m                                             | 0,74 m                                             |
| Verdichter                  |                                                    |                                                    |                                                    |                                                    |                                                    |
| Bypassverhältnis            | 0,4:1                                              | 0,4:1                                              | 0,4:1                                              | 0,4:1                                              | 0,4:1                                              |
| Verdichtung Fan             | 3,9                                                | (-)                                                | 4,2:1                                              | 4,2:1                                              | (4,8:1)                                            |
| Verdichtung Kompressor      | (6,6:1)                                            | (-)                                                | (6:1)                                              | 6,2:1                                              | 6,2:1                                              |
| Verdichtung gesamt          | 26:1                                               | (-)                                                | 25:1                                               | 26:1                                               | (30:1)                                             |
| Verbrennung                 |                                                    |                                                    |                                                    |                                                    |                                                    |
| Turbineneintrittstemperatur | 1800+ K                                            | 1800+ K                                            | 1755 K                                             | ~1800 K                                            | (-)                                                |
| Verbrauch                   | Trocken etwa 22 g/kNs und 48 g/kNs mit Nachbrenner | Trocken etwa 22 g/kNs und 48 g/kNs mit Nachbrenner | Trocken etwa 22 g/kNs und 48 g/kNs mit Nachbrenner | Trocken etwa 22 g/kNs und 48 g/kNs mit Nachbrenner | Trocken etwa 22 g/kNs und 48 g/kNs mit Nachbrenner |
| Massedurchsatz              | vmtl. >74 kg/s                                     | vmtl. >74 kg/s                                     | 73,9 kg/s                                          | ~76 kg/s                                           | TBA                                                |
| Schubdüse                   |                                                    |                                                    |                                                    |                                                    |                                                    |
| Aufbau                      | konvergent verstellbar                             | konvergent verstellbar                             | konvergent-divergent verstellbar                   | konvergent-divergent verstellbar                   | dito mit 3D-Steuerung                              |
| Umlenkgeschwindigkeit       | N/A                                                | N/A                                                | N/A                                                | N/A                                                | 110°/s                                             |
| max. Umlenkwinkel           | N/A                                                | N/A                                                | N/A                                                | N/A                                                | 23°                                                |
| Schubentwicklung            |                                                    |                                                    |                                                    |                                                    |                                                    |
| Schub ohne Nachbrenner      | 69 kN                                              | (72 kN)                                            | 59 kN                                              | 60 kN                                              | 72 kN                                              |
| Schub mit Nachbrenner       | 90–100 kN                                          | 108 kN                                             | 89 kN                                              | 90 kN                                              | 103 kN                                             |
| Schubdichte, trocken        | 160 kN/m²                                          | (167 kN/m²)                                        | 137 kN/m²                                          | 139 kN/m²                                          | 167 kN/m²                                          |
| Schub/Gewicht, nass         | 10:1                                               | 12:1                                               | 9:1                                                | 9:1                                                | 10:1                                               |

## Nutzer

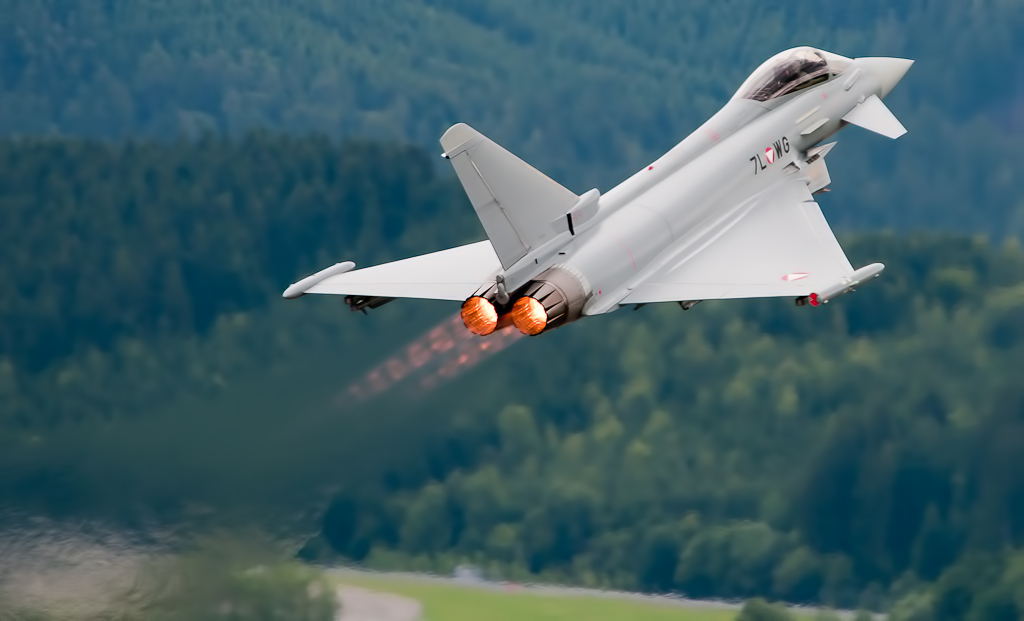
7L-WG mit gezündeten Nachbrennern

Bisher wird der Eurojet nur im Eurofighter Typhoon und im Bloodhound SSC verwendet. Allerdings sind weitere Plattformen denkbar, welche bereits untersucht wurden. Dazu zählen Kampfflugzeuge:
- Eurofighter Typhoon: Erst- und Hauptnutzer. Ermöglicht es dem Waffensystem, dauerhaft im Überschall zu manövrieren, um die Effektivität und Überlebensfähigkeit zu steigern. Da die Trockenschubkraft des EJ200 nur gering unter dem Nachbrennerschub des RB199 Mk104 liegt, mit dem DA2 bereits Mach 2 erreichte, und sind nur geringfügig langsamere Geschwindigkeiten ohne Nachbrenner möglich.
- Panavia Tornado: Die Einbaumöglichkeit in den Tornado ADV wurde 1991 untersucht, und 1992 für den Tornado IDS. Beide Untersuchungen fielen positiv aus.[53] Da der Trockenschub des Eurojets den Nachbrennerschub des Tornado IDS übersteigt, wären hohe Marschgeschwindigkeiten möglich, um die Überlebensfähigkeit gegen SAM-Stellungen und Abfangjäger zu verbessern. Der spezifische Leistungsüberschuss würde ebenfalls deutlich steigen.
- Saab 39: Eurojet bietet das EJ230 mit Schubvektorsteuerung für den Einbau in die Gripen NG an.[51] Da der Trockenschub mit 72 kN über dem des General Electric F414G mit 63 kN liegt, wären höhere Supercruisegeschwindigkeiten möglich.
- TAI Kaan: Im Januar 2015 wurde bekannt, dass Aselsan und Eurojet Turbo eine Absichtserklärung unterzeichneten, der zufolge das Triebwerk des TAI Kaan auf dem Eurojet EJ200 basieren soll.[54]

Trainingsmaschinen und leichte Kampftrainer:
- AMX International AMX: Eine abgeänderte Version des Eurojets ohne Nachbrenner und mit 75 kN Trockenschub wurde untersucht.[51]
- EADS Mako: Diese Version wurde auch für den Mako-Trainer untersucht, da die 75 kN Schubkraft des F414 so auch ohne Nachbrenner realisierbar gewesen wären, um die Höchstgeschwindigkeit von Mach 1,5 zu erreichen. Die bewaffnete Version sollte mit einer 90-kN-Version des Eurojets ausgerüstet werden.[51]

Zivile Applikationen:
- Bloodhound SSC: Das Bloodhound Super Sonic Car ist ein Raketenauto, mit dem ein neuer Landgeschwindigkeitsrekord aufgestellt werden soll. Das Fahrzeug besitzt ein Raketentriebwerk und ein Eurojet EJ200, welcher etwa 90 kN leisten wird.

## Anmerkung
1. 1 2  A8 = Düsenhalsfläche, A9 = Düsenaustrittsfläche.